# Baryscapus irideus
Baryscapus irideus är en stekelart som först beskrevs av Domenichini 1967.  Baryscapus irideus ingår i släktet Baryscapus och familjen finglanssteklar. Inga underarter finns listade.